# اونمیو-دو
اونمیودو (به ژاپنی: 陰陽道 Onmyōdō)، یا راه یین و یانگ، تکنیکی است که از دانش نجوم و تقویم‌ها برای خوشبختی الهی از نظر تاریخ، زمان، جهت و امور عمومی پرسنل استفاده می‌کند که از فلسفه یین یانگ و عناصر پنج‌گانه سرچشمه می‌گیرد.